# 台糖反共抗俄列車
台糖反共抗俄列車，是中國國民黨令請台灣糖業公司於1955年5月在糖鐵南北平行預備線及其支線上開行，作為其政策宣導用的列車。

## 背景
1949年，中國國民黨於第二次國共內戰中失利，由其主政的中華民國政府於喪失中國大陸絕大部分領土後，從中國大陸輾轉撤退至台灣。1950年，以復行視事為由重新取得國民黨黨內權力的時任中華民國總統蔣中正，重新主導由國民黨建構的中華民國政府。以台灣為政權根據地的政府，除了不承認1949年成立的中華人民共和國外，且以本有反共政策，配合美國興起的反共主義，建立反共抗俄的基本國策與政治宣傳來對抗中國共產黨建立的中華人民共和國。
1953年，西螺大橋通車，糖鐵南北平行預備線(簡稱南北線)亦告完工。中國國民黨文宣部門利用該路線深入鄉間的特性，決議於1955年5月5日在南北線上開行「台糖反共抗俄列車」，作為宣導其政令的工具。

## 簡介
反共抗俄列車以台糖15噸級客車5輛行駛，外加2輛機車頭拉動。內陳列並播放具反共抗俄、光復大陸意味之圖片、廣播及電影，以宣傳中華民國當時之基本國策。
該列車於1955年5月5日自台中糖廠出發，在32天的行程中，停留105個車站，計158萬人參觀。演出電影共67場，街頭劇，分贈健素糖25萬包。
由以上看來，這列政治火車也稱的上是台灣糖業史上的一大盛事。